# 西荻北
西荻北（日语：／ Nishi-ogikita */?）是東京都杉並區的町名。現行行政地名為西荻北一丁目至五丁目。郵遞區號為167-0042
。2013年10月1日為止的人口有17,006人。

## 地理
位於杉並區西部。西接武藏野市，南有JR東日本中央線西荻窪站，北部有善福寺川。北與東接上荻，東南接南荻窪，南接西荻南、松庵，西接武藏野市吉祥寺東町，西北接善福寺。車站北口附近為商店街，其他為住宅區。

### 河川
- 善福寺川

## 歷史
- 1964年（昭和39年）9月1日－實施住居表示[3]。

### 地名由來
意為西部上荻窪的北半部。

### 町名變遷
| 實施後       | 實施年月日   | 實施前（各町名一部分）                                           |
| ------------ | ------------ | ---------------------------------------------------------------- |
| 西荻北一丁目 | 1964年9月1日 | 上荻窪一丁目、西荻窪二丁目、西荻窪三丁目                         |
| 西荻北二丁目 | 1964年9月1日 | 西荻窪三丁目、西荻窪二丁目                                       |
| 西荻北三丁目 | 1964年9月1日 | 西高井戶二丁目、松庵北町、井荻二丁目、西荻窪二丁目、西荻窪三丁目 |
| 西荻北四丁目 | 1964年9月1日 | 井荻三丁目、井荻二丁目                                           |
| 西荻北五丁目 | 1964年9月1日 | 井荻一丁目、關根町、宿町                                         |

## 設施
- 西荻窪郵便局
- 杉並西荻北郵便局
- 杉並區立西荻図書館
- 悠悠（ゆうゆう）西荻北館
- 西荻北兒童館
- 西荻北保育園
- 上水保育園西荻分園

## 教育機關
- 杉並區立桃井第三小學校
- 西荻學園幼稚園
- 杉並區立西荻北幼稚園

## 史蹟
- 馬頭觀音供養塔
- 三峯神社

町內還有貞享～享保年間的地藏像。

## 交通

### 鐵路
- JR東日本 西荻窪站（北口）

### 道路
- 東京都道113號杉並武藏野線（女子大通）

## 備註
1. 1 2 3 4 5  『角川日本地名大辞典 13 東京都』角川書店，1991年9月再版。P867。
2. ↑  .   [2013-10-22]. （原始内容存档于2013-10-22）.
3. ↑  1965年（昭和40年）6月15日，自治省告示第91号「住居表示が実施された件」

※吉祥寺南町交界為一點。